# Scaptomyza intricata
Scaptomyza intricata är en tvåvingeart som beskrevs av Hardy 1965. Scaptomyza intricata ingår i släktet Scaptomyza och familjen daggflugor. Inga underarter finns listade i Catalogue of Life.